# A+ (canal de televisão)
A+ (pronunciado como A Más e estilizado como +a) é uma rede de canais de televisão mexicanos da Televisión Azteca com enfoque local, que tem como objetivo principal a produção e difusão de programação local em diversas populações no interior do México, muito parecidas às redes Televisa Regional e NU9VÊ da rival Televisa.

## História
Em março de 2017, TV Azteca lança dois canais complementares a seus sinais principais de Azteca Treze e Azteca 7. O primeiro canal, de fato, foi o relançamento do Proyecto 40, renomeado adn 40, Foi anunciado como um canal 100% informativo, embora a maioria da programação do Proyecto 40, que é de natureza geral, tenha sido mantida.
O segundo canal é a+, uma rede de canais locais com programação produzida localmente e complementada com uma programação em comum. Embora a TV Azteca já tivesse programação local em algumas estações, esta programação foi transmitida entre a programação usual das redes Azteca 7 e Azteca Trece, mas não possuíam estações locais como as da rede Televisa Regional. Utilizando a multiprogramação, TV Azteca utiliza estações existentes de Azteca 7 em lugar de requerer de estações novas para esta rede como o fez Televisa com sua própria rede.
Segundo a TV Azteca, a programação é "100% bloqueada", ou seja, a programação será produzida e transmitida de acordo com cada mercado ou localidade, ao contrário dos canais Azteca Treze e Azteca 7 cuja programação é idêntica em todo o país.
Em 20 de março de 2017, às 20h00, horário da região central do México, começou em 5 dos principais mercados do México (Monterrey, Cidade de México, Guadalajara, León e Toluca) com um programa composto por notícias e espaços esportivos locais, programas com temas variados, animação, programação para adolescentes, música e cinema, além da veiculação de importantes programas dos principais canais nacionais da TV Azteca sobre horários diferentes.
Anunciou-se que numa segunda etapa, ampliar-se-á esta rede a 21 cidades mais e uma terceira etapa que ampliará ainda mais a rede ao longo de 2017.

## Estações filiadas
Como parte da multiprogramação das estações Azteca 7, seu canal virtual é 7.2. No entanto, em algumas cidades que fazem fronteira com os Estados Unidos, onde o canal virtual 7 está em uso, outro canal virtual é usado provisoriamente; isso se aplica às estações XHCJH-TDT (Cd. Juárez) e XHEXT-TDT (Mexicali), onde o canal virtual 20.2 é usado, e XHTIT-TDT de Tijuana, cujo canal virtual é 21.2.
| Prefixo   | Canal Digital     | Populações obrigatórias a servir        |
| --------- | ----------------- | --------------------------------------- |
| XHLGA-TDT | 29                | Aguascalientes, Aguascalientes.         |
| XHENT-TDT | 20                | Ensenada, Baixa Califórnia.             |
| XHEXT-TDT | 25                | Mexicali, Baixa Califórnia.             |
| XHTIT-TDT | 29                | Tijuana, Baixa Califórnia.              |
| XHPBC-TDT | 25                | La Paz, Baixa Califórnia Sur.           |
| XHSJC-TDT | 26                | San José do Cabo, Baixa Califórnia Sur. |
| XHCAM-TDT | 24                | San Francisco de Campeche, Campeche.    |
| XHCSA-TDT | 36                | San Cristóbal das Casas, Chiapas.       |
| XHJU-TDT  | 36                | Tapachula, Chiapas.                     |
| XHECH-TDT | 21                | Chihuahua, Chihuahua.                   |
| XHCJH-TDT | 36                | Cidade Juárez, Chihuahua.               |
| XHECH-TDT | 21                | Chihuahua, Chihuahua.                   |
| XHIMT-TDT | 24                | Cidade de México e área metropolitana.  |
| XHMLA-TDT | 27                | Monclova, Coahuila.                     |
| XHPNG-TDT | 32                | Pedras Negras, Coahuila.                |
| XHLLO-TDT | 33                | Saltillo, Coahuila.                     |
| XHGZP-TDT | 43                | Torreón, Coahuila.                      |
| XHCOL-TDT | 40                | Colima, Colima.                         |
| XHTCO-TDT | 50                | Tecomán, Colima.                        |
| XHDGO-TDT | 26                | Victoria de Durango, Durango.           |
| XHCCG-TDT | 4114 (León, Gto.) | Celaya, Guanajuato.                     |
| XHACC-TDT | 45                | Acapulco de Juárez, Guerreiro.          |
| XHCHL-TDT | 28                | Chilpancingo, Guerreiro.                |
| XHPHG-TDT | 36                | Pachuca, Hidalgo.                       |
| XHSFJ-TDT | 31                | Guadalajara, Jalisco.                   |
| XHPVJ-TDT | 23                | Porto Vallarta, Jalisco.                |
| XHLUC-TDT | 35                | Toluca, Estado de México.               |
| XHBUR-TDT | 32                | Morelia, Michoacán.                     |
| XHRAM-TDT | 23                | Zamora, Michoacán.                      |
| XHCVU-TDT | 43                | Cuernavaca, Morelos.                    |
| XHLBN-TDT | 31                | Tepic, Nayarit.                         |
| XHFN-TDT  | 43                | Monterrey, Novo León.                   |
| XHPSO-TDT | 30                | Matias Romero, Oaxaca.                  |
| XHDG-TDT  | 26                | Oaxaca de Juárez, Oaxaca.               |
| XHTEM-TDT | 27                | Povoa, Povoa.                           |
| XHTHP-TDT | 40                | Tehuacán, Povoa.                        |
| XHAQR-TDT | 25                | Cancún, Quintana Roo.                   |
| XHCQO-TDT | 26                | Chetumal, Quintana Roo.                 |
| XHCLP-TDT | 22                | San Luis Potosí, San Luis Potosí.       |
| XHDO-TDT  | 36                | Culiacán, Sinaloa.                      |
| XHMIS-TDT | 31                | Os Mochis, Sinaloa.                     |
| XHDL-TDT  | 31                | Mazatlán, Sinaloa.                      |
| XHBK-TDT  | 36                | Cidade Obregón, Sonora.                 |
| XHHO-TDT  | 24                | Hermosillo, Sonora.                     |
| XHVIH-TDT | 41                | Villahermosa, Tabasco.                  |
| XHCDT-TDT | 29                | Cidade Victoria, Tamaulipas.            |
| XHOR-TDT  | 33                | Matamoros, Tamaulipas.                  |
| XHLAT-TDT | 51                | Novo Laredo, Tamaulipas.                |
| XHTAU-TDT | 21                | Tampico, Tamaulipas.                    |
| XHCTZ-TDT | 45                | Coatzacoalcos, Veracruz.                |
| XHCPE-TDT | 33                | Perote, Veracruz.                       |
| XHSTE-TDT | 32                | Santiago Tuxtla, Veracruz.              |
| XHMEY-TDT | 33                | Mérida, Yucatán.                        |
| XHIV-TDT  | 48                | Zacatecas, Zacatecas.                   |

- Fundo azul: Estações com canal virtual 20.2.
- Fundo verde: Estações com canal virtual 21.2.